# Pra pra pra
Pra pra pra je český komediální televizní seriál z roku 2000. Scénář napsal František Ringo Čech, režisérem seriálu je František Filip. Seriál byl vysílán na ČT1, vzniklo celkem 13 dílů.

## Obsazení
| František Ringo Čech       | Autor            |
| Barbora Srncová            | Sirael           |
| Jiří Krampol               | Praotec Čech     |
| Barbora Štěpánová          | Libuše           |
| Mahulena Bočanová          | Kazi             |
| Uršula Kluková             | Teta             |
| Jan Přeučil                | Krok             |
| Mojmír Maděrič             | Lumír            |
| Ota Jirák                  | Vojen            |
| Jiří Wimmer                | Lech             |
| Michal Suchánek            | Bivoj            |
| Lenka Šindelářová          | Pramáti Čechová  |
| Jana Švandová              | Vlasta           |
| Ludmila Molínová           | Častava          |
| Irena Hrubá                | Šárka            |
| Sabina Remundová           | Stalinka         |
| Pavel Chalupa              | Toník            |
| Josef Carda                | Barnum           |
| Miroslav Moravec           | Vědecký expert   |
| Marián Labuda              | Slavík loupežník |
| Václav Postránecký         | Děda Mráz        |
| Josef Alois Náhlovský      | Šťáhlava         |
| Josef Mladý                | Chrudoš          |
| Richard Genzer             | Horymír          |
| Rudolf Hrušínský nejmladší | Ctirad           |
| Michal Čech                | Durynk           |
| René Krupanský             | Neklan           |
| Vendulka Křížová           | Sázava           |
| Barbora Fišerová           | Berounka         |
| Markéta Mayerová           | Reklamní hvězda  |
| Slávek Boura               | Reklamní mladík  |
| Martina Hudečková          | Reklamní hvězda  |
| Zdenka Volencová           | Reklamní hvězda  |
| Oldřich Navrátil           | Přemysl          |
| Radoslav Brzobohatý        | Pedomil Ditru    |
| Petr Novotný               | Mamutík          |
| Václav Upír Krejčí         | Kopčem           |
| Václav Sloup               | Veverčák         |
| Luděk Sobota               | Slavníkovec      |
| Václav Vydra               | Vršovec          |
| Jaromír Dulava             | Doudleba         |
| Robert Jašków              |                  |
| Jiří Bábek                 |                  |

## Seznam dílů
1. Příchod Čechů na Říp
2. Zmatečné hlasování
3. Vítězství
4. Tíha vlády
5. Kazi
6. Máma z Indie
7. Teta
8. Audience
9. Libuše
10. Slast vlády
11. Příchod Romů
12. Klasikův návrat
13. Přemysl